# Basic Instinct (Album)
Basic Instinct ist das vierte Musikalbum der US-amerikanischen Sängerin Ciara, die sich damit musikalisch im R&B- und Hip-Hop-Bereich bewegt. Das Album wurde in der ersten Woche über 32.000 Mal in den Vereinigten Staaten verkauft. Die Leadsingle des Albums ist der Track Ride mit Rapper Ludacris. Weitere Veröffentlichung aus dem Album sind U Got Me (Basic Instinct), Speechless und Gimmie Dat.

## Produktion
Ciara nahm das Album innerhalb eines Jahres in Atlanta und New York City auf. Der R&B-Sänger Usher schrieb und sang das Lied Turn It Up. Ciara schrieb an allen Songs mit. Mit dem Album will Ciara zu ihren musikalischen Wurzeln zurückkehren, daher auch der Titel Basic Instinct. Außerdem inspirierte sie der gleichnamige Film aus dem Jahr 1992 zum Albumtitel. Nach der Veröffentlichung der Leadsingle Ride mit Ludacris nahm Ciara eine weitere Version mit André 3000 und Bej Major auf. Songs wie Pretty Girl Swag und Ride (Remix) erschienen auf der Japan-Deluxe-Edition des Albums.

## Titelliste
1. Basic Instinct (U Got Me) – 3:29
2. Ride (feat. Ludacris) – 4:34
3. Gimmie Dat – 4:11
4. Heavy Rotation – 4:08
5. Girls Get Your Money – 3:32
6. Yeah I Know – 3:44
7. Speechless (produziert von Jazze Pha) – 4:08
8. You Can Get It – 4:00
9. Turn It Up (feat. Usher) – 3:08
10. Wants for Dinner – 3:31
11. I Run It – 5:15

Japan-Titel
1. This Is What Love Is – 4:21
2. Ride (Remix) (feat. André 3000, Bej Major und Ludacris) – 5:30
3. Pretty Girl Swag – 2:54

## Kommerzieller Erfolg

### Chartplatzierungen
Das Album belegte in den französischen Charts Platz 46. Im Vereinigten Königreich erreichte es Platz 30 der offiziellen R&B-Charts.
| ChartsChartplatzierungen       | Höchstplatzierung | Wochen |
| ------------------------------ | ----------------- | ------ |
| Schweiz (IFPI)                 | 83 (1 Wo.)        | 1      |
| Vereinigte Staaten (Billboard) | 44 (8 Wo.)        | 8      |

### Auszeichnungen für Musikverkäufe
| Land/Region                  | Auszeichnungen für Musikverkäufe (Land/Region, Auszeichnung, Verkäufe) | Verkäufe |
| ---------------------------- | ---------------------------------------------------------------------- | -------- |
| Vereinigtes Königreich (BPI) | Gold                                                                   | 100.000  |
| Insgesamt                    | 1× Gold ·                                                              | 100.000  |